# Bitka (epizoda)
Bitka (eng., The Battle) je osma epizoda prve sezone američke znanstveno-fantastične serije Zvjezdane staze: Nova generacija.

## Radnja
Enterprise se susreće s jednim ferengijskim brodom na njihov zahtjev u sustavu Xendi Sabu, no usprkos tome što su oni tražili susret jedina poruka koja je od njih stigla u posljednja tri dana je bila ona da pričekaju još malo.

Za vrijeme tog dugotrajnog čekanja kapetan Picard počinje osjećati glavobolju kojoj dr. Crusher nije u stanju naći uzrok običnim pretragama, no Picard odlaže detaljnije pretrage za kasnije jer se napokon nakon tri dana čekanja javljaju Ferengiji čiji DaiMon Bok predlaže kapetanu Picardu susret na jednom od njihovih brodova. Kada Picard, nakon razgovora s ostalim časnicima, predloži da mjesto susreta bude Enterprise on to prihvaća i najavljuje svoj dolazak za sat vremena.
Dok svi čekaju dolazak Ferengija Wesley tijekom prilagođavanja dometa senzora otkriva da se Enterpriseu približava nepoznati brod koji La Forge identificira kao federacijski brod klase Constellation, no svi pokušaji komunikacije s njim ostaju bez odgovora.

Njegovu tajnu rješava DaiMon Bok nakon svog dolaska na Enterprise predstavljajući ga kao svoj poklon kapetanu Picardu, slavnom pobjedniku Bitke kod Maxije. U prvom trenutku Picard se ne sjeća nikakve bitke s tim imenom, no Data ga podsjeća na sukob od prije sedam godina kada se USS Stargazer pod njegovim zapovjedništvom uništio nepoznati brod koji ih je napao bez ikakvog povoda. Bok dodaje da je uništeni brod bio ferengijski, ali odustaje od daljnje rasprave o sukobu tvrdeći da se takve stvari dešavaju u svemiru.

Ubrzo svima postaje jasno da je nepoznati bord koji im se približava upravo Stargazer kojeg su Ferengiji našli kako napušten pluta svemirom nakon što ga je posada napustila i sada ga vraćaju kao poklon.
Nakon što Ferengiji napuste Enterprise Picard šalje Rikera da provjeri u kakvom je stanju Stargazer, a nakon njegovog izvještaja da je Stargazer siguran za boravak na njega dolazi i on sam. Kada se nađe u svojoj staroj sobi ponovo doživljava napad glavobolje nakon kojega mu dr. Crusher naređuje povratak na Enterprise. Zajedno s njim na Enterprise dolaze i njegove stare stvari sa Stargazera, ali ono što nitko ne primjećuje da je među njima i jedna čudna kugla pomoću koje Bok sa svoga broda izaziva napadaje glavobolje kod Picarda.
Na Stargazeru Data otkriva da se opis sukoba s nepoznatim brodom u brodskom dnevnike razlikuje od onoga koji svi znaju. Po njemu Picard je naredio napad na nepoznati brod zamijenivši njegove komunikacijske antene s oružjem. I Riker i Picard su uvjereni da je brodski dnevnik krivotvorina, no kako to ne mogu dokazati prisiljeni su o njemu izvijestiti Zvjezdanu flotu.
Dok se Picard pokušava odmoriti njegove glavobolje pod utjecajem Bokove kugle postaju sve jače i on u snu ponovo proživljava zadnje trenutke sukoba kod Maxije. Kada se nakon sna vrati na most na prvi pogled izgleda znatno odmornije i bolje, no Deanna osjeća nešto čudno u njegovom umu, kao da njegove misli nisu njegove nego su mu nametnute.

Kasnije dok Deanna to pokušava objasniti dr. Crusher dolazi Wesley koji ih obavještava da je otkrio čudan signal s ferengijskog broda, nalik na moždane valove. Kratka usporedba tog signala s moždanim valovima kapetana Picarda otkriva da je riječ o nekoj vrsti uređaja za kontrolu misli koji vjerojatno utječe na kapetanovo rasuđivanje i o tome obavještavaju Rikera.
U međuvremenu kapetan Picard je naredio da Enterprise oslobodi Stargazer vučne zrake i zatim se teleportirao na njega. Tamo ga je dočekao Bok s još jednom kuglom. Podešavajući je na najjače djelovanje objašnjava Picardu da je riječ o osveti za smrt njegovog sina koji je bio zapovjednik nepoznatog broda uništenog kod Maxije nakon čega napušta Stargazer.
U međuvremenu Worf u Picardovoj sobi otkriva kuglu pomoću koje je Bok utjecao na Picarda. Kazago, prvi časnik ferengijskog broda, ih obavješatava da je to uređaj za kontrolu misli čije je korištenje zabranjeno, no kada Riker pokuša od njega saznati nešto više o kugli i njenoj vezi s Bokom on prekida komunikaciju. Uskoro se Kazago ponovo javlja obavještavajući Rikera da je Bok smijenjen sa svoje dužnosti zbog umiješanosti u poslove koji ne donose dobit.
Na Stargazeru pod utjecajem kugle Picard ponovo proživljava sukob misleći da je Enterprise nepoznati brod koji ih napada. Uvjeren da Stargazeru prijeti uništenje ponovo izvodi svoj poznati Picardov manevar u kojem pomoću naglog izlaska iz warpa brod na trenutak izgleda kao da je na dva mjesta u isto vrijeme, no Data uspijeva otkriti pravi brod i pomoću vučne zrake ga zaustaviti.

Riker uspijeva uspostaviti komunikaciju sa Stargazerom i obavijestiti Picarda o kugli na mostu koja utječe na njegov um. Posljednjim snagama svoje volje on ju uspijeva pronaći i uništiti čime prekida njen utjecaj i vraća kontrolu nad svojim umom.

## Vanjske poveznice
- The Battle na startrek.com [neaktivna poveznica]